# Arqa
Arqa (eigentlich Irqata, Arkite in der Bibel, arabisch عرقا, DMG ʿArqā, auch ‘Irqa) ist ein Ort bei Miniara im Distrikt Akkar im Nordlibanon in Küstennähe und 22 Kilometer nordöstlich von Tripolis.

## Geschichte
Arqa ist bekannt wegen des Tell ‘Arqa, einem archäologischen Fundort, der bis auf das Neolithikum zurückgeht.
Irqata wurde bereits in den ägyptischen Amarna-Briefen an Pharao Echnaton um 1350 v. Chr. und in assyrischen Dokumenten erwähnt (EA 100).
Die römische Stadt hieß Caesarea im Libanon oder Arca Caesarea; der Kaiser Severus Alexander wurde hier geboren.
Im Mittelalter war die befestigte Siedlung Arqa eine wichtige Festung, die die Kontrolle über die Straße von Tartus nach Tripolis ermöglichte. Damals unterstand die Festung dem Qadi von Tripolis, Fakhr el-Mulk, von der Dynastie der Banū Ammar. Arqa wurde 1099 vom Heer des Ersten Kreuzzugs erfolglos belagert, bevor dieses nach Jerusalem weiter zog. Nachdem sich Tripolis 1108 in Abwesenheit des Fakhr el-Mulk unter dem Druck der Belagerung durch die Kreuzfahrer der Oberherrschaft der ägyptischen Fatimiden unterstellt hatte, schloss sich Arqa unter Führung eines loyalen Pagen Fakhrs dem Reich des Atabegs Tugtakin von Damaskus an. Der Atabeg reiste daraufhin persönlich mit einem Heer nach Arqa, um seine neue Besitzung in Augenschein zu nehmen, wurde aber durch die winterlichen Regenfälle im Libanongebirge verlangsamt, geriet in einen Hinterhalt der Kreuzfahrer unter Wilhelm-Jordan von Cerdanya und musste nach Homs fliehen. Im Anschluss an diesen Sieg ergab sich Arqa im März/April 1109 nach dreiwöchiger Belagerung Wilhelm-Jordan, der die Festung der Grafschaft Tripolis hinzufügte. Die Kreuzfahrer nannten die Festung Archas. Während sich Graf Raimund III. von Tripolis in Gefangenschaft befand, wurde die Festung 1167 erfolglos von Nur ad-Din belagert. Wenig später wurde die Festung von König Amalrich I. von Jerusalem, der die Regentschaft in Tripolis übernahm, dem Hospitaliterorden anvertraut. 1171 hielt die Festung einer Belagerung durch den Atabeg von Mosul stand. Die Festung wurde schließlich um 1266 von den Mamluken unter Sultan Baibars I. erobert.